# 克拉莫克湖
克拉莫克湖（英語：Crummock Water）是位於英國西北英格蘭坎布里亞郡的一個湖泊。克拉莫克湖長2.5英里，寬0.75英里，深度140英尺。克拉莫克湖現在由國家名勝古蹟信託所有。湖區最大的瀑布也位於克拉莫克湖。

## 外部連結

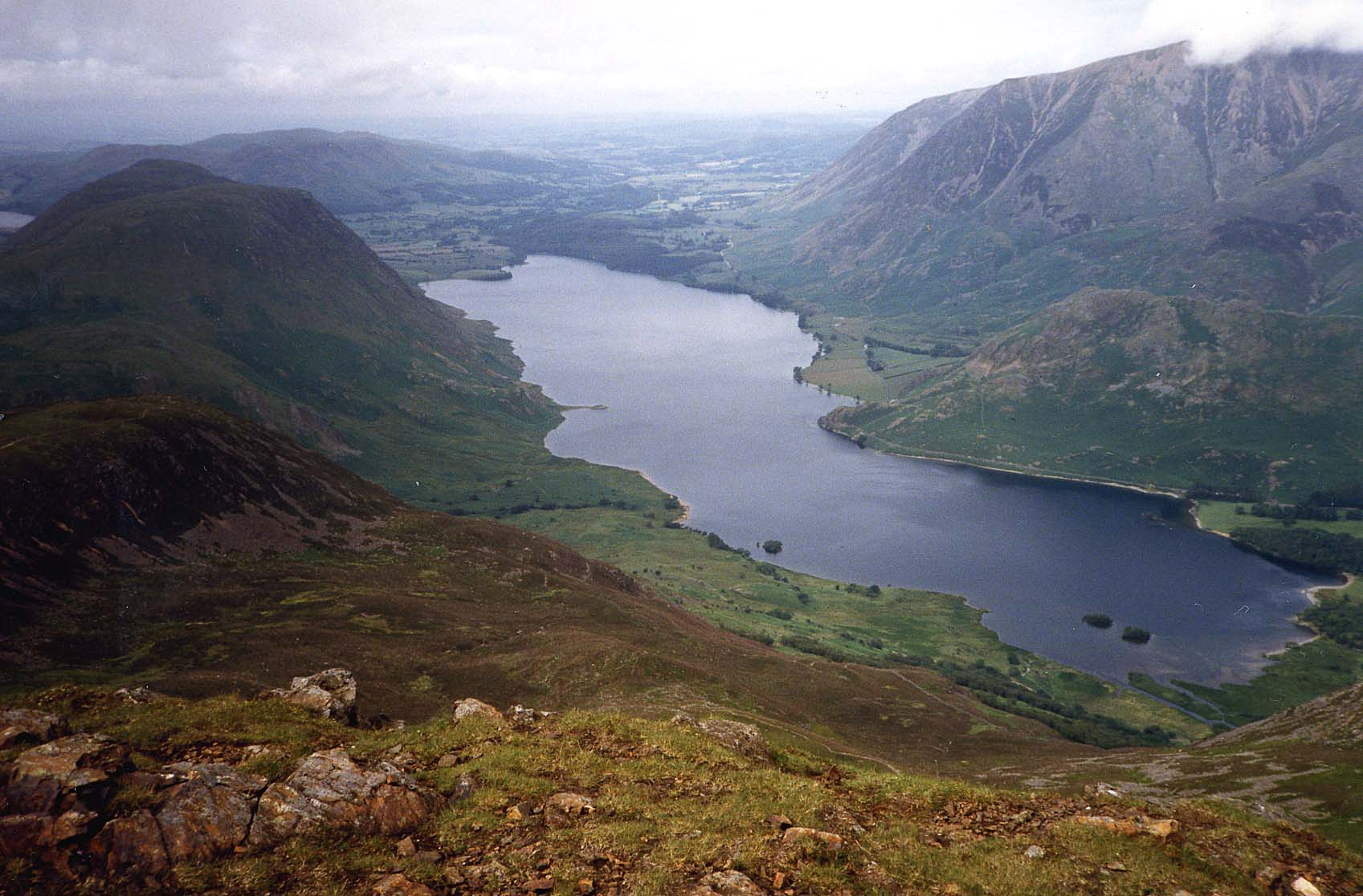
克拉莫克湖

- Crummock Water
- An Illustrated Guide -Crummock Water （页面存档备份，存于）
- The Cumbria Directory - Crummock Water （页面存档备份，存于）